# Boston-Marathon 1991
Der Boston-Marathon 1991 war die 95. Ausgabe der jährlich stattfindenden Laufveranstaltung in Boston, Vereinigte Staaten. Der Marathon fand am 15. April 1991 statt.
Bei den Männern gewann Ibrahim Hussein in 2:11:06 h und bei den Frauen Wanda Panfil in 2:24:18 h.

## Ergebnisse

### Männer
| Platz | Athlet            | Land      | Zeit (h) |
| ----- | ----------------- | --------- | -------- |
| 01    | Ibrahim Hussein   | Kenia     | 2:11:06  |
| 02    | Abebe Mekonnen    | Äthiopien | 2:11:22  |
| 03    | Andrew Ronan      | Irland    | 2:11:27  |
| 04    | Alejandro Cruz    | Mexiko    | 2:12:11  |
| 05    | Carlos Grisales   | Kolumbien | 2:12:33  |
| 06    | Douglas Wakiihuri | Kenia     | 2:13:30  |
| 07    | Tesfaye Tafa      | Äthiopien | 2:14:07  |
| 08    | Atsushi Sakauchi  | Japan     | 2:14:18  |
| 09    | Lemi Chengere     | Äthiopien | 2:14:28  |
| 10    | Andrzej Witczak   | Polen     | 2:14:49  |

### Frauen
| Platz | Athletin                 | Land               | Zeit (h) |
| ----- | ------------------------ | ------------------ | -------- |
| 01    | Wanda Panfil             | Polen              | 2:24:18  |
| 02    | Kim Jones                | Vereinigte Staaten | 2:26:40  |
| 03    | Uta Pippig               | Deutschland        | 2:26:52  |
| 04    | Joan Benoit Samuelson    | Vereinigte Staaten | 2:26:54  |
| 05    | Kamila Gradus            | Polen              | 2:26:55  |
| 06    | Ingrid Kristiansen       | Norwegen           | 2:29:51  |
| 07    | Conceiçao Maria Ferreira | Portugal           | 2:30:18  |
| 08    | Malgorzata Birbach       | Polen              | 2:32:13  |
| 09    | Odette LaPierre          | Kanada             | 2:32:55  |
| 10    | Maria Manuela Machado    | Portugal           | 2:33:08  |